# Papestra poliostigma
Papestra poliostigma là một loài bướm đêm trong họ Noctuidae.